# Adolf Georg Otto von Maltzan

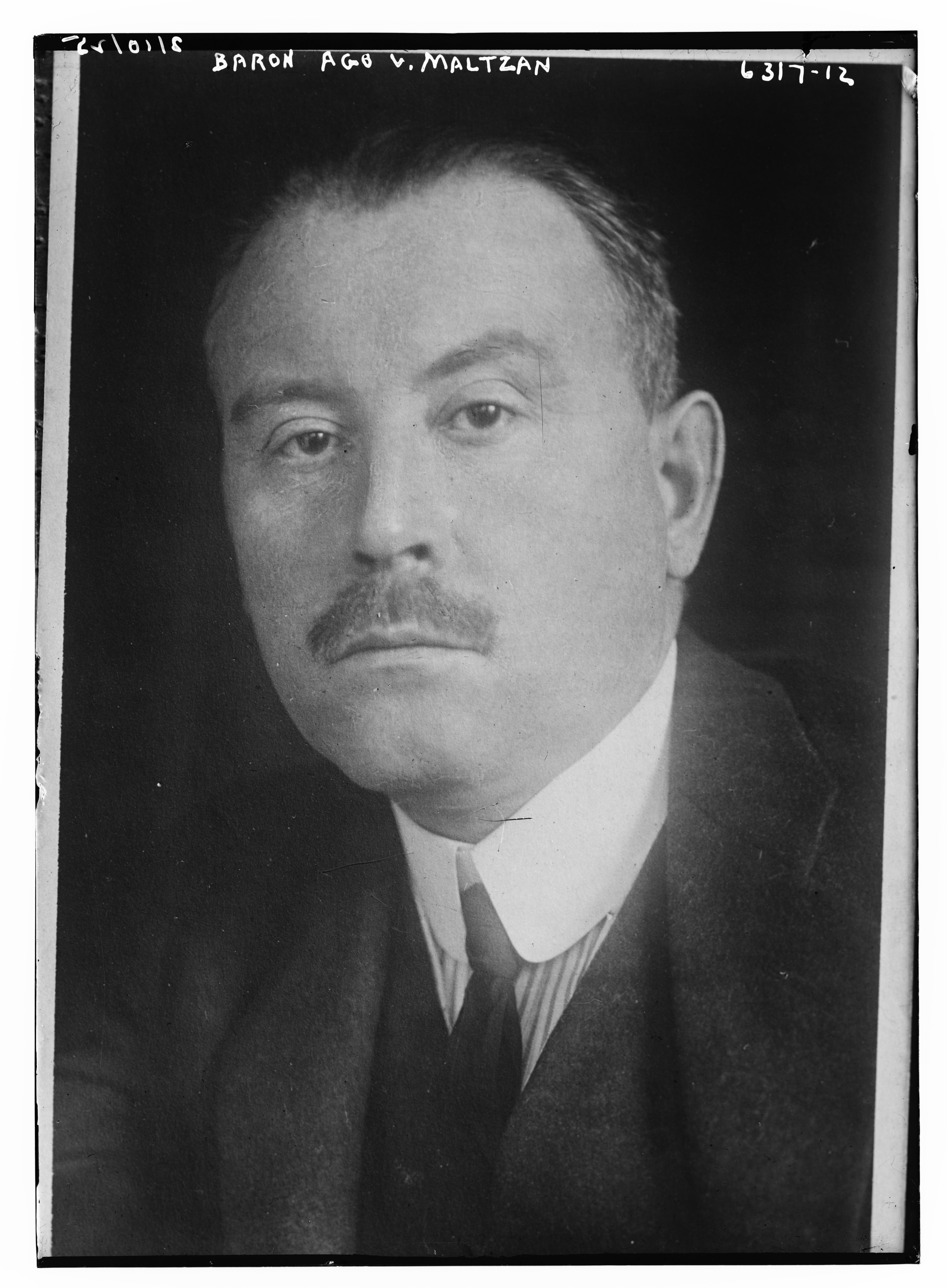
Adolf Georg Otto v. Maltzan

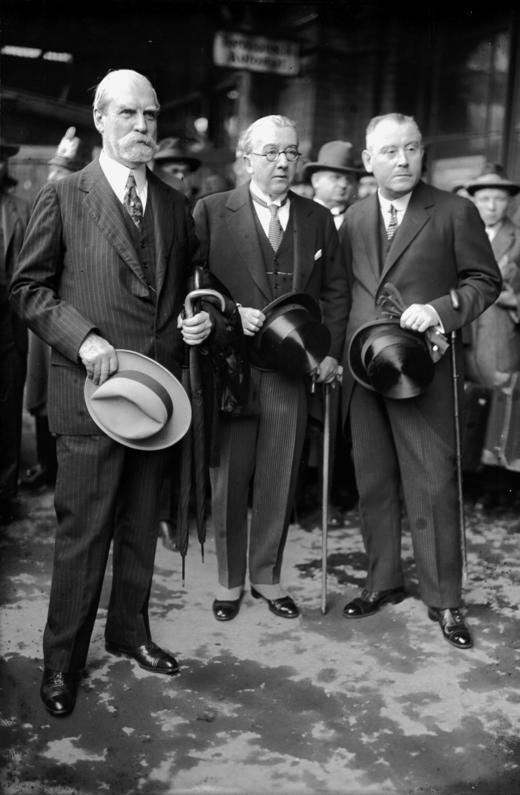
v. Maltzan (re.) beim Besuch des US-Außenministers Charles Evans Hughes (li.) in Berlin (1924)

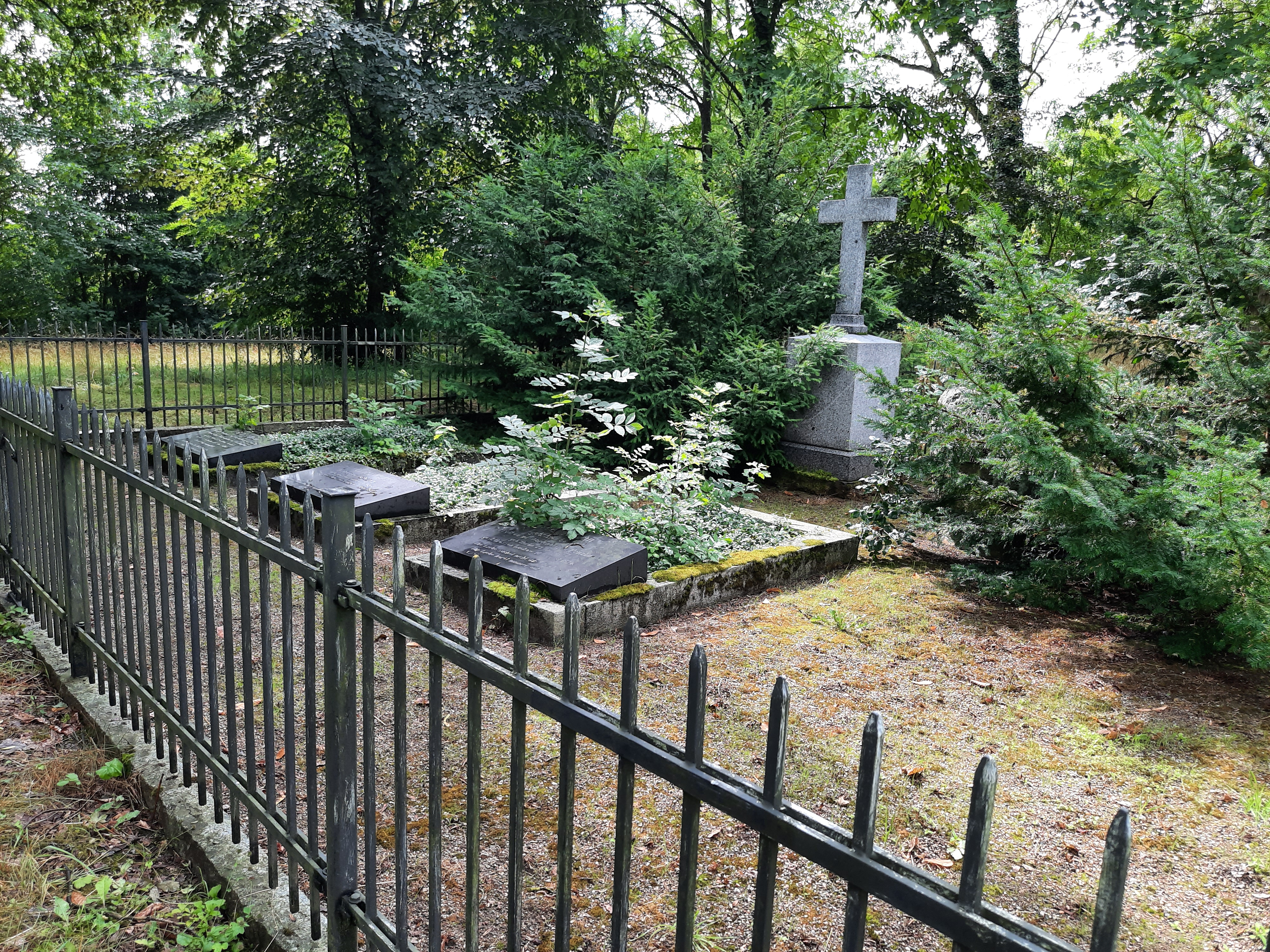
Grabstätte auf dem Gutsfriedhof in Großen Luckow

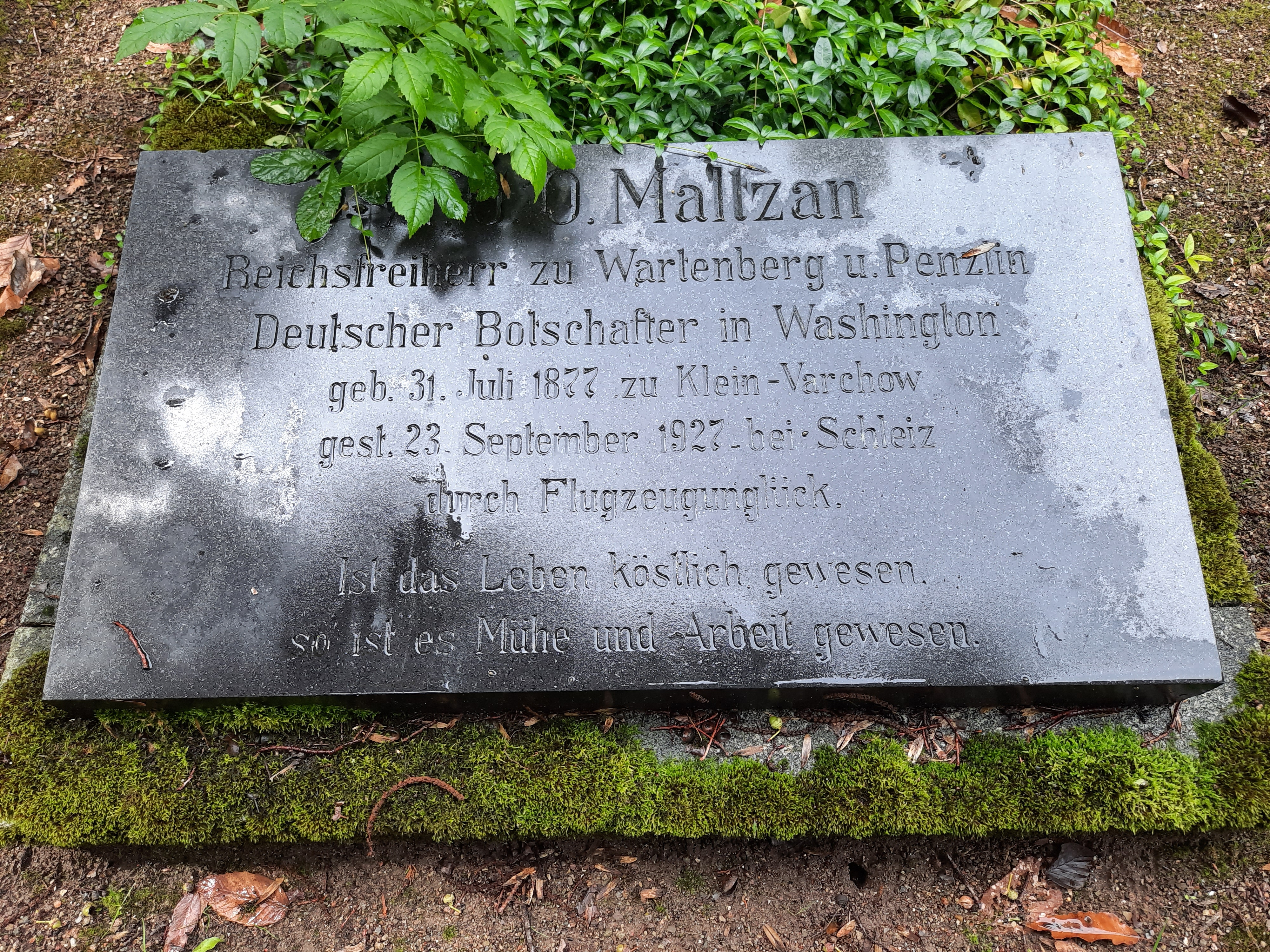
Grabsteinplatte

Adolf Georg Otto „Ago“ von Maltzan, Freiherr zu Wartenberg und Penzlin (* 31. Juli 1877 in Klein Varchow; † 23. September 1927 bei Schleiz) zählt zu den herausragenden deutschen Diplomaten in der Zeit der Weimarer Republik. Er wurde Staatssekretär des Auswärtigen Amtes und Botschafter in Washington.

## Leben
Adolf Georg Otto von Maltzan (Nr. 767 der Geschlechtszählung, aus dem Hause Großen Luckow) wurde als erstes Kind des Rittergutsbesitzers Ulrich von Maltzan (1846–1931) und dessen Frau Adelheit, geb. Bierbaum (1857–1924) auf dem väterlichen Gut Klein-Varchow geboren. Er entstammte dem Uradel Mecklenburgs und Vorpommerns und wurde in Anlehnung an die Initialen seiner Taufnamen meist kurz Ago genannt.
Von Maltzan verbrachte seine Kindheit auf Klein Varchow und ab 1891 – nach dem Tod des Großvaters Adolf von Maltzan (1809–1891) – in Großen Luckow (heute Ortsteil von Dahmen). Er besuchte das Katharineum zu Lübeck bis zum Abitur Ostern 1896. Er studierte ab 1896 an der Rheinischen Friedrich-Wilhelms-Universität Rechtswissenschaft und wurde noch im selben Jahr im Corps Borussia Bonn recipiert. Als Inaktiver wechselte er an die  Schlesische Friedrich-Wilhelms-Universität Breslau. 
Nach Abschluss seiner Studien und dem Militärdienst trat von Maltzan 1906 in den Diplomatischen Dienst des Deutschen Kaiserreichs ein. Dort wurde er zunächst als Legationssekretär in Rio de Janeiro (1907), Kristiania (1909), St. Petersburg (1911) und Peking (1912) eingesetzt. Zwischen seinen Auslandsaufenthalten legte er unter anderem die Diplomatische Prüfung ab (1908) und übernahm „Heimatposten“ im Auswärtigen Amt in Berlin beziehungsweise in der Berliner Reichskanzlei sowie an der Preußischen Gesandtschaft in Stuttgart. 1912 folgte schließlich die Beförderung zum Legationsrat.
Während des Ersten Weltkrieges fungierte von Maltzan unter anderem ab 1917 als Vertreter des Auswärtigen Amts beim Oberbefehlshaber Ost und agierte ab Dezember 1917 in Den Haag.
1919/20 wurde von Maltzan als Reichskommissar für den Osten zuständig für die neu entstandenen baltischen Länder Estland und Lettland, wo er den Abzug der dort stehenden deutschen Truppen und gleichzeitig den Schutz Ostpreußens organisierte. Daran anschließend wurde von Maltzan – seit 1921 Ministerialdirektor und seit 1922 Staatssekretär – Leiter des Russischen Referates des Auswärtigen Amtes. Als solcher war von Maltzan maßgeblich am Zustandekommen des Vertrag von Rapallo zwischen Deutschland und Sowjetrussland (ab Ende 1922 Sowjetunion) beteiligt, der am 16. April 1922 unterzeichnet wurde.
Sein Freund Werner von Rheinbaben bezeichnete ihn deshalb später als „die Seele der deutschen Ostpolitik“, als das „beste Pferd im Stall des deutschen diplomatischen Dienstes“ und meinte, von Maltzan hätte „die Orientierung der deutschen Russlandpolitik bis 1933 festgelegt“. Andere charakterisierten von Maltzan als Politiker, der „alles, alle Beziehungen, Tradition, ja selbst die Interessen Deutschlands unter einem unwiderstehlichen Karrierendrang zurück hinter seinem persönlichen Interesse“ gestellt habe.
1924 (Übergabe des Beglaubigungsschreibens am 12. März 1925) wurde von Maltzan als Botschafter an die Deutsche Botschaft Washington entsandt.
Während eines Heimataufenthaltes im Jahr 1927 starb von Maltzan, den eine Ausgabe der Vossische Zeitung dieser Zeit als den „fähigsten Diplomaten, den Deutschland je hatte“ pries, als sein Flugzeug auf dem Weg von Berlin nach München über dem thüringischen Schleiz abstürzte. Sein Leichnam wurde auf dem elterlichen Gut in Großen Luckow beigesetzt.